# 塞芙达·阿尔图诺卢克
塞芙达·阿尔图诺卢克（土耳其語：Sevda Altunoluk，1994年4月1日—），土耳其女子盲人门球运动员。她曾代表土耳其参加2016年和2020年夏季残疾人奥林匹克运动会盲人门球比赛，获得二枚金牌。